# Fujiko Shiraga
Fujiko Shiraga (japanisch 白髪 富士子, Shiraga Fujiko; * 1928 in Osaka; † 17. Januar 2015 in Amagasaki) war eine japanische Künstlerin und Mitglied der Gutai Art Association, einer einflussreichen japanischen Avantgarde-Bewegung in der Nachkriegszeit.

## Leben
Fujiko Shiraga wurde 1928 in Osaka, Japan, als zweite Tochter einer Uhrenhändlerfamilie geboren. Unter dem Einfluss ihrer Mutter, die sich für Nō interessierte, lernte sie Tsuzumi (japanische Handtrommel) zu spielen. Sie absolvierte die Otemae Oberschule in Osaka. 1948 heiratete sie Kazuo Shiraga und begann um 1952 mit der Schaffung von Kunstwerken. Auf der „Experimental Outdoor Exhibition of Modern Art to Challenge the Mid-Summer Sun“ (Experimentelle Freiluftausstellung moderner Kunst, um die Mittsommersonne herauszufordern) 1955 stellte sie ein dreidimensionales Werk aus, das aus einem einzigen Riss in einer langen, dünnen Holztafel („Weißes Brett“) bestand. Nach 1961 beendete Fujiko Shiraga ihre eigene künstlerische Tätigkeit, um ihren Ehemann zu unterstützen, dessen Karriere zunehmend international an Bedeutung gewann. Sie spielte eine wichtige Rolle bei der Vorbereitung seiner Werke, insbesondere seiner „Foot Painting“-Technik, indem sie Farben und Materialien vorbereitete.
Fujiko Shiragas Arbeiten wurden mehrfach posthum im Rahmen von Retrospektiven der Gutai-Gruppe gezeigt, etwa im Guggenheim Museum in New York (Gutai: Splendid Playground, 2013). Ihre Werke werden heute für ihre innovative Herangehensweise an Materialien und ihre zentrale Rolle in der avantgardistischen Kunst geschätzt.

## Werk

### Washi-Papier
Zwischen 1955 und 1958 schuf Fujiko Shiraga hängende Rollen und Leinwände aus zerrissenem Washi-Papier. Die monochromen Arbeiten sind frei von visuellen Darstellungen und betonen die Textur und Materialität des Papiers. In den frühen 1960er Jahren begann Fujiko Shiraga, Ölfarbe, Glasscherben und Holzstücke in ihre Washi-Papier-Arbeiten einzuarbeiten. Gelegentlich benutzte sie auch Feuer, um Teile der Leinwände zu verbrennen. Shiraga gestand, dass sie gerne Materialien wie Glasscherben und Feuer verwendete. Der Kontrast zwischen weichem, zerknittertem Papier und anderen harten Materialien betonte die Taktilität der Leinwände und schuf einen visuellen Rhythmus.

### Gemälde und Skulpturen
Viele von Fujiko Shiragas Gemälden aus den späten 1950er Jahren bestanden aus vertikalen Linien, die sie durch Tropfen oder Fließen von Farbe auf der Leinwand erzeugte. Die leeren Leinwände wurden durch die Linien in Teile geteilt, so wie die Holztafel in Weißes Brett zersägt wurde. Shiraga schuf auch Skulpturen aus Zementblöcken, in die sie vertikale Gräben grub und mit grüner Farbe füllte.

### Weißes Brett (1955)
Im Juli 1955 veranstaltete Gutai zusammen mit der Künstlervereinigung der Stadt Ashiya in einem öffentlichen Park am Ufer des Ashiya-Flusses in der japanischen Präfektur Hyogo die „Experimentelle Freiluftausstellung moderner Kunst zur Herausforderung der Mittsommersonne“. Für diese Ausstellung malte Shiraga das „Weiße Brett“, indem sie ein acht Meter langes Brett weiß anmalte und dann zersägte. Der schlangenförmige Riss in der Mitte des Brettes wirkte wie ein langer Pinselstrich. Shiraga erklärte, sie habe „einen riesigen Riss im leeren Himmel“ schaffen wollen, um „die gewaltige Kraft jenseits des menschlichen Verständnisses“ auszudrücken. Das Motiv der Risse und Spalten taucht in ihren späteren Gemälden und Washi-Papierarbeiten immer wieder auf.
In einem Artikel, der in der Zeitschrift Gutai veröffentlicht wurde, beschrieb sie ihre Gefühle, als sie Weißes Brett zum ersten Mal an den Ort der Ausstellung brachte: „Ich war schockiert und sprachlos und fühlte mich, als hätte man mich so hart am Kopf getroffen, dass ich fast ohnmächtig wurde. Wie unbedeutend mein Werk erschien. Wie offensichtlich gewollt es zu sein schien. Es strahlte eine Kraft aus, die weder grenzenlos noch massiv war.“